# Valve Anti-Cheat
Valve Anti-Cheat (VAC) is de software die gecreëerd is door Valve om valsspelers in games te detecteren in het spelplatform Steam. De software werd voor het eerst gebruikt in 2002 met het spel Counter-Strike. Er zijn in totaal 2,8 miljoen Steam-accounts verbannen door VAC. Dit is 1,58% van het accounttotaal. Valve gebruikt van een nultolerantiebeleid waarbij elke overtreding wordt gestraft, elke VAC-ban is permanent en kan niet verwijderd worden.

## Werking
Valve maakt gebruik van "VAC secured servers". Iedereen die daarmee verbonden is wordt gecontroleerd. Indien een speler software installeert om vals te spelen dan krijgt hij automatisch een VAC-ban. Zo kan de verbannen speler geen connectie meer maken met een "VAC secured server". Hoe een VAC-ban technisch werkt, is geheim. Anders, zo meent Valve, kunnen valsspelers een systeem ontwikkelen dat VAC moeilijk kan detecteren.

## Preventie
Er zijn meerdere manieren om een Steamaccount te beveiligen tegen een VAC-ban. Hieronder worden er enkele maatregelen besproken.
Meld enkel aan op systemen die te vertrouwen zijn en waar geen verdachte programma's op staan. Steam raadt aan om telkens af te melden uit onbekende systemen. Wees ook voorzichtig met het downloaden van modificaties voor een spel. Bepaalde cheaters plaatsen in die downloads schadelijke bestanden die voor een VAC-ban zorgen. Het controleren van de computer is belangrijk. Er kunnen verborgen bestanden op staan die het Steamaccount beschadigen.
Steam raadt aan om "Steam guard" geactiveerd te hebben. Door Steam guard wordt het Steamaccount verbonden met een gsm-nummer via de Steam app. Bij elke aanmelding wordt er een code verzonden naar de gsm, zonder dit is er geen toegang mogelijk tot het Steamaccount. Een alternatief is dat er een code wordt verzonden naar het verbonden e-mail-adres van het Steamaccount, deze is een vereiste bij het aanmelden.
Let op bij het toevoegen van vrienden via Steam. De basisregel van Steam houdt in het wachtwoord van een Steamaccount nooit verder te vertellen. Iedereen kan elkaar toevoegen. Er kunnen via de chat verdachte links doorgestuurd worden. Dit fenomeen heet Phishing, hierdoor kan iemand toegang krijgen tot het account door middel van het stelen van het paswoord.

## Gevolgen

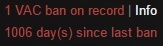
Dit is hoe een VAC-ban eruitziet op iemands Steamprofiel

Indien een speler een VAC-ban krijgt, dan is hij permanent verbannen van het spel en de Engine die het spel gebruikt. Deze persoon krijgt op zijn Steamaccount een melding waarin vermeld staat voor welke spellen hij uitgesloten is. Deze melding heeft een invloed op zijn reputatie, mensen gaan hem minder vertrouwen. In Steam zijn er bepaalde spelen, zoals:Counter-Strike: Global Offensive, Team Fortress 2, Payday 2, H1Z1, enz... die gebruik maken van voorwerpen, ook bekend als items. Indien iemand een VAC-ban heeft dan worden deze voorwerpen vastgehouden in zijn account. De speler kan deze niet meer verkopen of ruilen. De prijs van bepaalde items gaat tot duizenden euro's en deze kunnen door de VAC-ban niet meer verkocht worden.
Ook kan deze speler het spel Niet meer delen met anderen mensen en kan het delen van andere spelen ontzegd worden

## Invloed op e-sport
Soms gebeurt het dat er professionele spelers met een e-sport-carrière worden verbannen door VAC.
Als dit gebeurt dan zijn de meningen verdeeld tussen de mensen die hetzelfde spel spelen.
De meest bekende VAC-bans van professionele spelers zijn hieronder terug te vinden.
- De speler genaamd Kqly van het team Titan binnen het videospel Counter-strike: Global Offensive werd verbannen op 20 november 2014.[8]
- De speler genaamd Emilio van het team Property kreeg een VAC-ban gedurende een wedstrijd tegen Hellraisers die live werd uitgezonden met duizenden kijkers via het streaming platform Twitch.[9]
- De speler van het team Epsilon, genaamd Sf, kreeg een VAC-ban op 20 November 2014.[10]
- Binnen het spel Team Fortress 2 was er het software pakket LMAOBOX.[11] Deze software werd niet gedetecteerd door VAC, tot op 29 april 2016. Dit veroorzaakte een ban golf, er werden 169 professionele spelers verbannen.[12]

## Games die VAC ondersteunen[13]
| 100% Orange Juice                | DayZ                            | Left 4 Dead 2                  | Sonic & All-Stars Racing Transformed |
| Armello                          | Deathmatch Classic -            | Loadout                        | Squad                                |
| ARK: Survival evolved            | Depth                           | Lost PLanet: Extreme Condition | Swords and Soldiers HD               |
| Awesomenauts                     | Dino D-Day                      | Might & Magic: Clash of Heroes | Team Fortress 2 +                    |
| ARK: Survival evolved            | DIRT Rally                      | Monday Night Combat            | Team Fortress Classic -              |
| Battlefleet Gothic: Armada       | Dota 2                          | Moonbase Alpha                 | The Four Kings Casino and Slots      |
| Block N Load                     | Dungeon Defenders               | Natural Selection 2            | The Isle                             |
| BrainBread 2                     | Dying Light                     | NEOTOKYO                       | The Mean Greens - Plastic Warfare    |
| Call of Duty: Black ops 2        | Evolve Stage 2                  | Nether: Ressurected            | The Ship: Murder Party               |
| Call of Duty: Black ops 3        | Garry's Mod                     | No More Room in Hell           | The Showdown Effect                  |
| Call of Duty: Advanced Warfare   | Gas Guzzlers Extreme            | Nuclear Dawn                   | Total War: SHOGUN 2                  |
| Call of Duty: Ghosts             | Grey Goo                        | Orion: Prelude                 | Tower Unite                          |
| Call of Duty: Modern Warfare 2   | GRID 2                          | Out of Reach                   | Tower Wars                           |
| Call of Duty: Modern Warfare 3   | GRID Autosport                  | Pirates, Viking, and Knight 2  | TOXIKK                               |
| Chivalry: Medieval Warfare       | Half-Life -                     | Primal Carnage                 | Tree of Savior                       |
| Clickr                           | Half-Life 2: Deathmatch +       | Red Faction: Armageddon        | Unturned                             |
| Counter-Strike -                 | HELLDRIVERS                     | Red Orchesta 2                 | War of the Roses                     |
| Counter-Strike: Condition Zero   | HOARD                           | Red Orchestra: Ostfront 41-45  | Wargame: European Escalation         |
| Counter-Strike: Global Offensive | Homefront                       | Resident Evil 6                | Wickland                             |
| Counter-Strike: Source -         | IL-2 Sturmovik: Cliffs of Dover | Resident Evil Revelations      |                                      |
| Crutter Crunch                   | Insurgency                      | Revelations 2012               |                                      |
| Cry of Fear                      | Inversion                       | Ricochet -                     |                                      |
| Dark Messiah of Might & Magic    | Khan: Absolute Power            | Roller Coaster Rampage         |                                      |
| Day of Defeat -                  | Killing Floor                   | Rust                           |                                      |
| Day of Defeat: Source +          | Left 4 Dead                     | Sniper Elite: Nazi Zombie Army |                                      |

+ Betekent dat als er een VAC-ban wordt toegekend aan een van die spelen, dan komt er automatisch een ban voor alle spelen met een "+".
- Heeft dezelfde betekenis als "+" maar dan werd er een VAC-ban toegekend aan een van de spelen met een "-" en is er automatisch een ban voor alle spelen met een "-".